# Міський палац (Берлін)
Берлінський Міський палац (нім. Berliner Stadtschloss) — головна (зимова) резиденція бранденбурзьких маркграфів і курфюрстів, а пізніше прусських королів і німецьких імператорів на острові Шпрееінзель на річці Шпрее у центрі Берліну.
Після Листопадової революції 1918 року палац використовували як музей і штаб-квартира різних установ: Товариства кайзера Вільгельма, Інституту психології берлінського університету імені Фрідріха Вільгельма і Товариства взаємодопомоги німецької науки. Палац значно постраждав під час Другої світової війни, проте його стан дозволяв проводити в ньому громадські заходи. Однак від планів по його відновленню було вирішено відмовитися, і руїни палацу в 1950 році були знесені. На його місці був побудований палац Республіки.
Спільним рішенням федеральної і земельної влади прийнятий проєкт «Гумбольдт-форум» (нім. Humboldtforum) з будівництва на старому місці, у кубатурі старого палацу, нової будівлі в пропорціях старого палацу, з відновленням трьох його історичних фасадів. Будівництво почалося в 2013 році .

## Історія будівництва

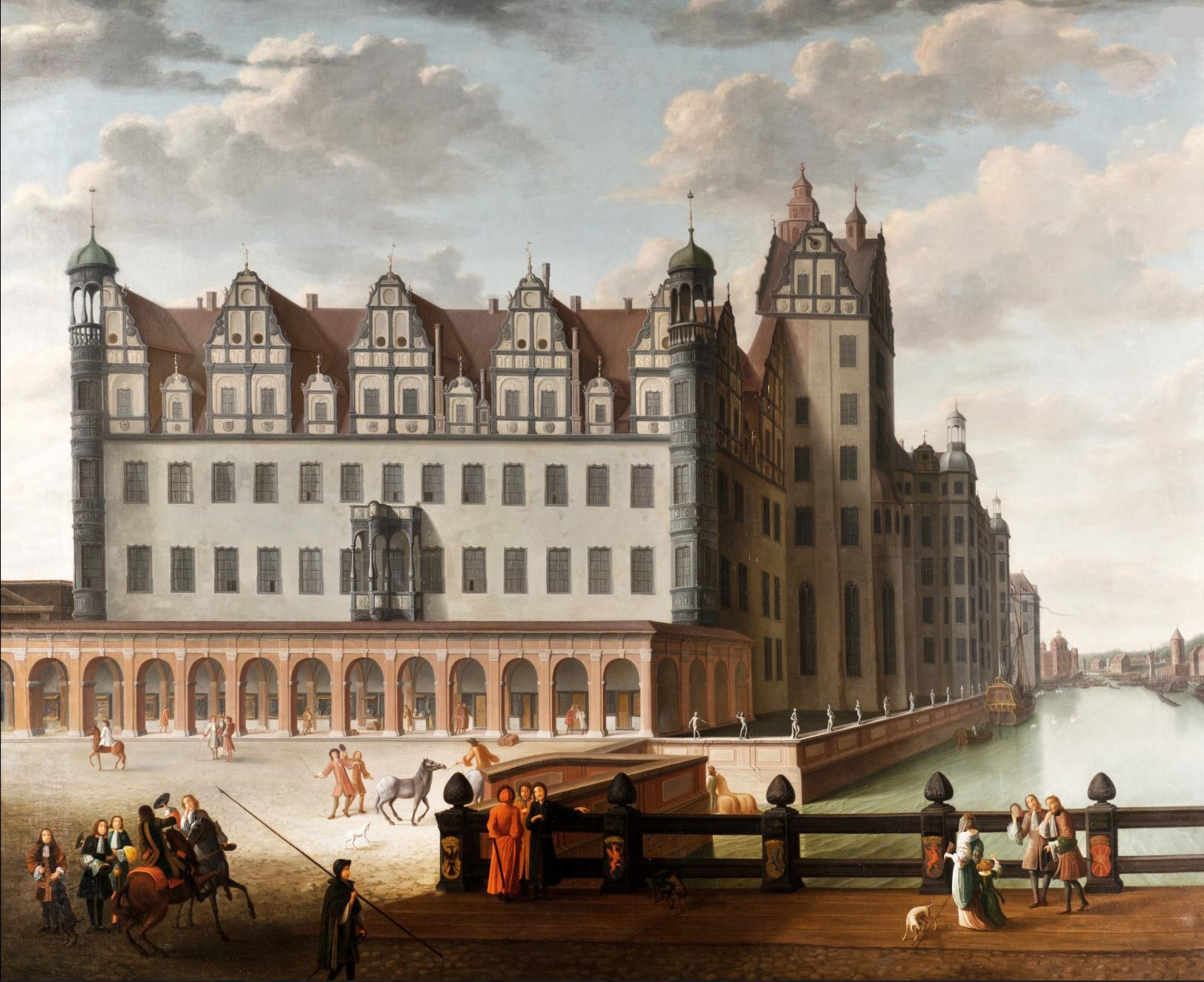
Абрахам Бегейм зобразив ренесансну резиденцію курфюрстів до перебудови в стилі бароко

Курфюрст Фрідріх II на прізвисько «Залізний зуб» розпочав будівництво палацу в 1443 році. На місці, де пізніше виникне шлютерівський шедевр, була фортеця, яка контролювала торгові шляхи. В 1465 році була побудована піздньоготична каплиця Еразма. За наказом курфюрста Йоахіма II Гектора на місці фортеці архітекторами Каспаром Тайссом і Кунцем Бунтшу за зразком замку в Торгау була побудована розкішна резиденція в стилі ренесансу.
При курфюрсті Йоганна Георга наприкінці XVI століття за проєктом графа Линара було споруджено західне крило палацу і прилегла придворна аптека. Після Тридцятилітньої війни благоустроєм занедбаного палацу зайнявся «великий курфюрст» Фрідріх Вільгельм . Пізніше за часів його правління були оформлені внутрішні приміщення палацу як, наприклад, «Кугелькаммер» і «Брауншвейзька галерея».
В чудову королівську резиденцію палац перетворив курфюрст Фрідріх III, що став в 1701 році королем Пруссії Фрідріхом I . Під керівництвом архітектора Андреаса Шлютера починаючи з 1699 року розпочалося масштабне перетворення палацу на грандіозний зразок архітектури протестантського бароко. Побудовану архітектором Мунтторен у північно-західній частині палацу вежу довелося знести через допущені помилки, за що в 1706 році Шлютер поплатився посадою придворного архітектора, залишившись при цьому придворним скульптором. На місце Шлютера був призначений його конкурент Йоганн фон Гете, який виступив з новими архітектурними ідеями.

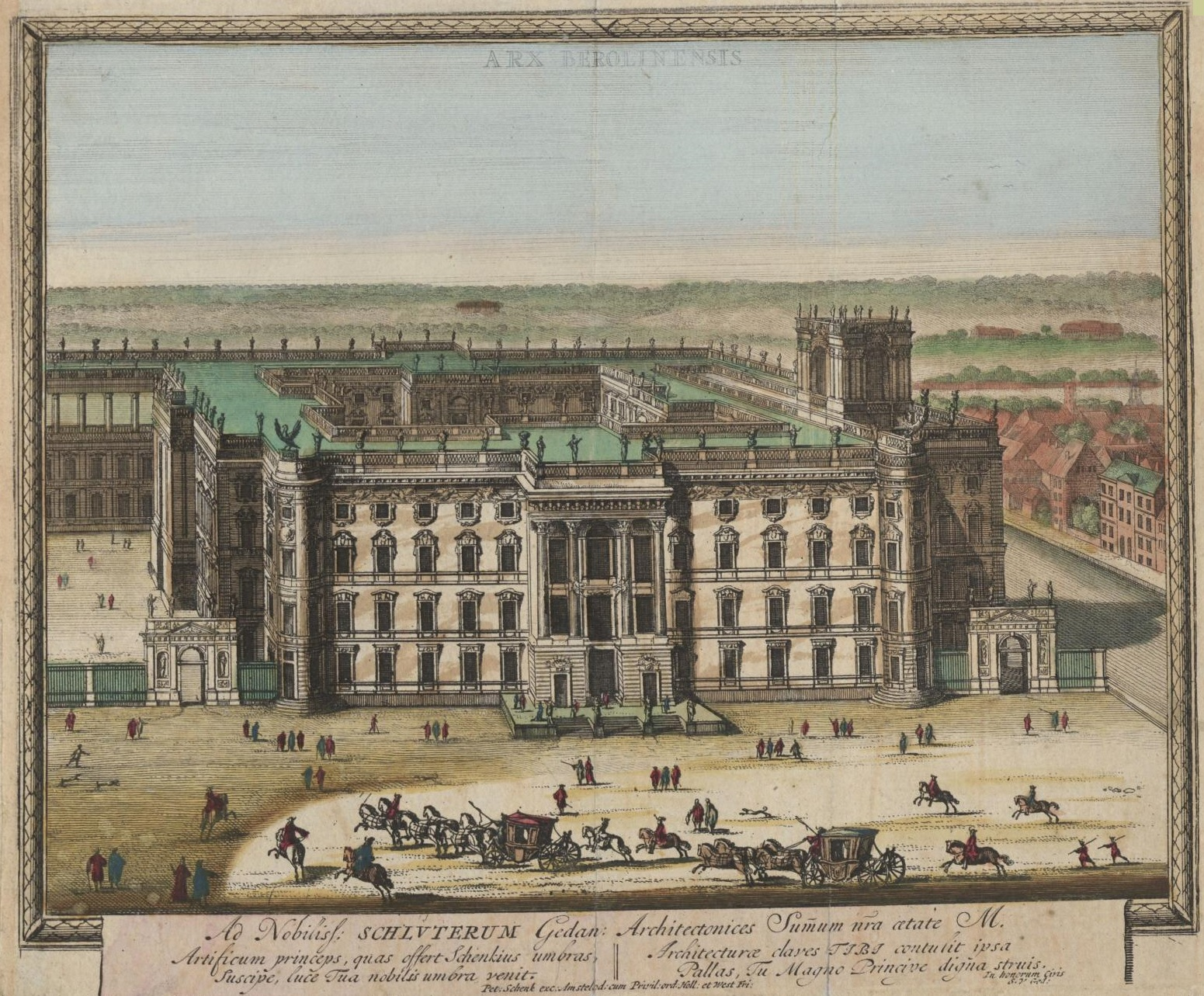
Петер Шенк зобразив новозбудований палац у 1702 році

Проєкт палацу підлягав перегляду, чого, проте, не відбулося через смерть Фрідріха I. Його наступник, король Фрідріх Вільгельм I, король-солдат, звільнив більшість художників з міркувань економії і при спорожнілій державній скарбниці доручив завершити будівництво палацу маловідомому учневі Шлютера — Мартіну Генріху Бьоме.
За винятком купольного будинку, зведеного в 1845—1853 роках за проєктом Карла Фрідріха Шинкеля архітекторами Фрідріхом Августом Штюлером і Альбертом Дітріхом Шадовом, зовнішній вигляд палацу зберігся практично без змін. У внутрішньому оздобленні палацу навпроти відбувалися численні і іноді значні зміни. Над інтер'єрами резиденції працювали найвидатніші німецькі архітектори відповідних періодів, включаючи Кнобельсдорф, Гонтарда, Лангганса, Ердмансдорф і Шінкеля.
Палац був свідком багатьох історичних подій Першої світової війни . З балкона Міського палацу 31 липня та 1 серпня 1914 року кайзер Вільгельм II звернувся з промовами до жителів Берліна, закликаючи до національної єдності напередодні війни. З того ж балкону 9 листопада 1918 після поразки кайзерівської імперії і втечі монарха лідер соціалістів Карл Лібкнехт проголосив в Німеччині соціалістичну республіку.
В результаті масштабних бомбардувань Берліна 3 і 24 лютого 1945 року будинок Міського палацу постраждав від руйнувань і пожежі. Палац, у якого збереглися лише зовнішні і несучі стіни, сходові марші і окремі приміщення крила з Білим залом. З 1945 по 1950 роки деякі приміщення палацу, в тому числі Білий зал, були сяк-так відновлені для проведення виставок. Під час зйомок фільму «Падіння Берліна» руїни палацу використовувалися як декорації, по яким стріляли бойовими снарядами для створення більшого кінематографічного реалізму . Для нової влади палац був символом прусського абсолютизму, і керівництво НДР відмовилося від ідей дорогого відновлення зруйнованої будівлі і ухвалило рішення про його знесення. Наприкінці 1950 року за наказом Вальтера Ульбріхта Міський палац був підірваний.
Після знесення палацу площа Маркса і Енгельса (нім. Marx-Engels-Platz) з 1 травня 1951 року став місцем проведення демонстрацій і парадів з трибуною для керівництва країни. У 1973—1976 роках на місці трибуни був збудований Палац Республіки. З південного боку площі в 1964 році було зведено будівлю Державної Ради НДР, в яке було вбудовано портал Міського палацу, з балкона якого в 1918 році Карл Лібкнехт проголосив в Німеччині соціалістичну республіку.

## Галерея
|                                         |
| Двір Шлютера на картині Гертнера (1830) |

|                            |
| Картинна галерея у 1900 р. |

|                                            |
| Робочий кабінет Фрідріха II в стилі бароко |

|                           |
| Палацовий фонтан. 1905 р. |

|                                                                 |
| Портал Міського палацу, вбудований в будівлю Державної ради НДР |

|                                              |
| Палац Республіки на місці палацу у 1990 році |

## Відновлення палацу
Докладніше: Реконструкція Берлінського міського палацу
Після возз'єднання Німеччини почалася дискусія про відновлення палацу. У 2007 році Бундестаг ухвалив рішення про відтворення будівлі. На проєктування і будівництво було витрачено понад 500 мільйонів євро з федерального бюджету. Крім того, в проєкті беруть участь приватні інвестори.
Реконструкція мала початися в 2010 році, після демонтажу будівлі Палацу республіки, що закінчилася наприкінці 2008 року. Однак закладний камінь у присутності німецького президента Йоахіма Ґаука було встановлено в фундамент тільки 12 червня 2013 року.
До 2015 року побудована перша черга споруди майбутнього комплексу «Гумбольдт-форум». Будівництво мало закінчитися у 2019 році, коли в будівлі майбутнього комплексу розмістяться музеї, бібліотека, лабораторії, кафе і ресторан з панорамним видом.

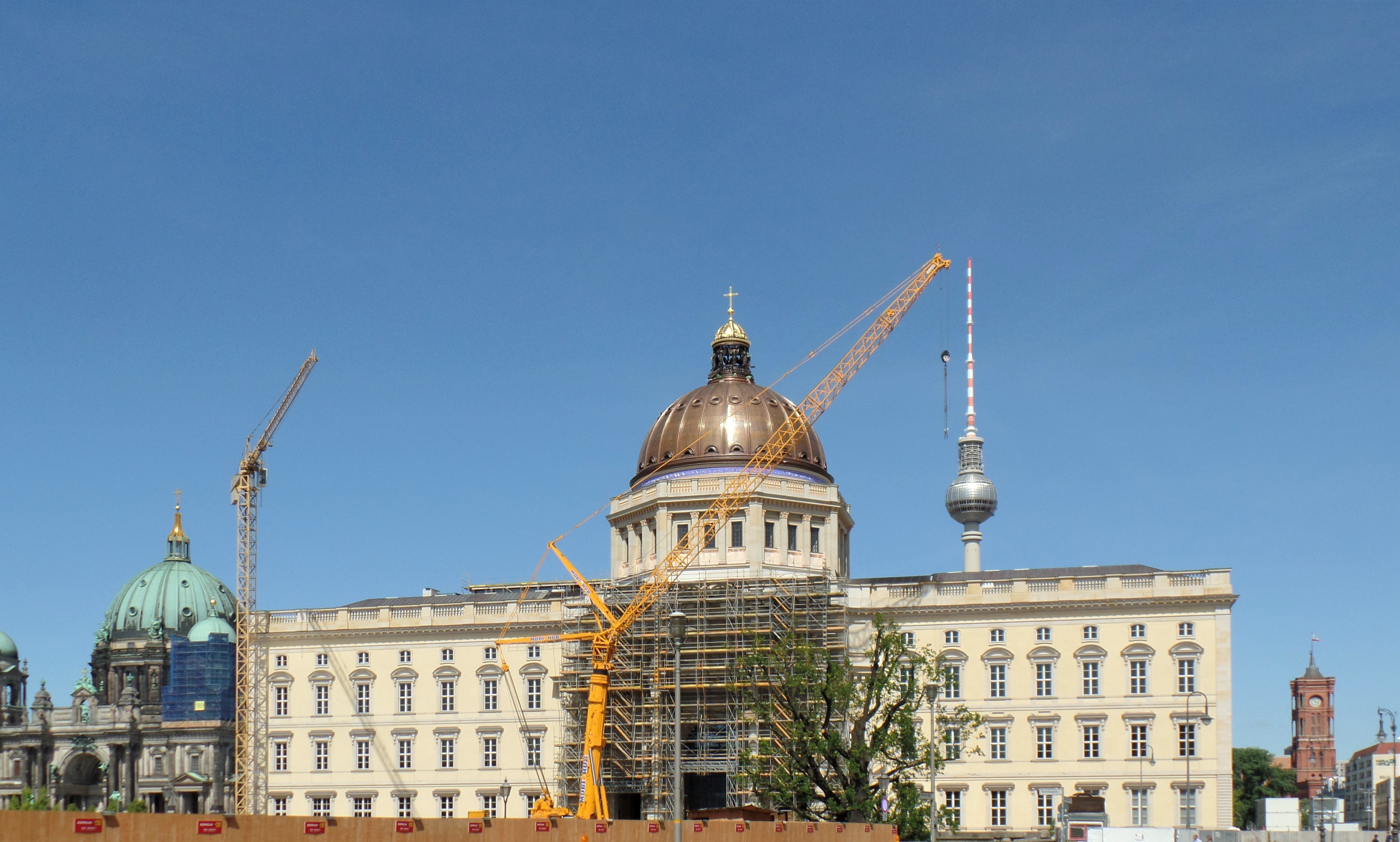
Після завершення купола (травень 2020)